# 武田錦子

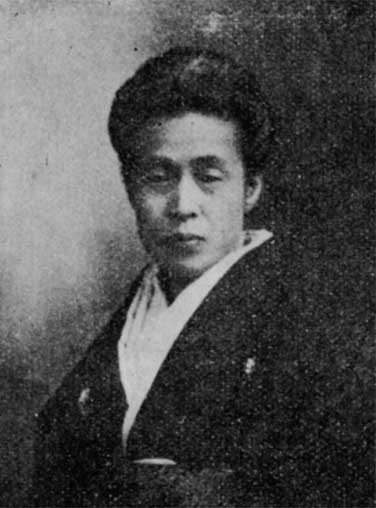
武田錦子

武田 錦子（たけだ きんこ、1861年3月17日（文久元年2月7日） - 1913年（大正2年）8月29日）は、明治時代の教育者、英学者。本名は、錦（きん）。長く東京女子高等師範学校で英語を教授した。
幕臣であった加藤清人の長女として、江戸小石川に生まれる。東京女学校に学ぶが、健康を害して退学、療養を兼ねて中村正直の下に寄留して英学を学び、東京女学校に復学した。その後、東京女子師範学校別科、次いで同本科に学ぶ。
1879年（明治12年）春、東京女子師範学校在学中、多賀春子、丸橋満子とともに文部省からアメリカ合衆国への留学を命じられたが、この時は、政府の一部から女性の派遣への異議が出され「幻の米国留学に終わった」。
1880年（明治13年）7月、東京女子師範学校を卒業し、同校附属幼稚園の保姆となって、豊田芙雄の同僚となった。1884年（明治17年）6月からは、女子師範本科教員と幼稚園保姆の兼務となる。
1886年（明治19年）1月、師範教育と幼児教育を学ぶことを目的に、文部省からの派遣による留学が実現し、セイラム師範学校（後のセイラム州立大学）、ウェスタン女子大学で幼稚園保育法などを学んで両校を卒業、1889年（明治22年）1月に帰国した。これは、女性としては最初の文部省派遣留学生であった。
帰国後、蘭学者武田斐三郎の長男で、陸軍士官学校フランス語教官であった武田英一と結婚。その後、東京女子高等師範学校教授となって、長く英語教育に携わり、『Girl's English Reader（女子英語讀本）』シリーズを著した。
死後、正五位に叙され、勲六等宝冠章を受章した。